# فرد دانمور
فرد دانمور (انگلیسی: Fred Dunmore; ۱ ژانویهٔ ۱۹۱۱ – 1991 (aged 80)) بازیکن فوتبال اهل بریتانیا بود.
از باشگاه‌هایی که در آن بازی کرده‌است می‌توان به باشگاه فوتبال نیوکاسل یونایتد، باشگاه فوتبال منزفیلد تاون، باشگاه فوتبال ساوت‌همپتون، و باشگاه فوتبال دربی کانتی اشاره کرد.